# Matías Nahuel González
Matías Nahuel González (Buenos Aires, 28 de febrero de 2002) es un futbolista argentino. Juega de centrocampista y su equipo actual es el Banfield de la Primera División de Argentina.

## Trayectoria
Con paso por las inferiores de Defensores del Cerro y Gimnasia de la Plata, González entró a los cadetes del Club Atlético Banfield a los 14 años. Fue promovido al primer equipo en 2020.
En la temporada 2022, sufrió una fuerte lesión de ligamentos que lo dejó fuera gran parte de la temporada.

## Estadísticas
Actualizado al último partido disputado el 10 de febrero de 2024.
| Club               | Div.          | Temporada     | Liga  | Liga  | Copas nacionales | Copas nacionales | Copas internacionales | Copas internacionales | Total | Total |
| Club               | Div.          | Temporada     | Part. | Goles | Part.            | Goles            | Part.                 | Goles                 | Part. | Goles |
| ------------------ | ------------- | ------------- | ----- | ----- | ---------------- | ---------------- | --------------------- | --------------------- | ----- | ----- |
| Banfield Argentina | 1.ª           | 2020          | 0     | 0     | 1                | 0                | —                     | —                     | 1     | 0     |
| Banfield Argentina | 1.ª           | 2021          | 10    | 0     | 0                | 0                | —                     | —                     | 10    | 0     |
| Banfield Argentina | 1.ª           | 2022          | 17    | 1     | 3                | 0                | 0                     | 0                     | 20    | 1     |
| Banfield Argentina | 1.ª           | 2023          | 5     | 0     | 1                | 0                | —                     | —                     | 6     | 0     |
| Banfield Argentina | 1.ª           | 2024          | 2     | 0     | 0                | 0                | —                     | —                     | 2     | 0     |
| Banfield Argentina | Total club    | Total club    | 34    | 1     | 5                | 0                | 0                     | 0                     | 39    | 1     |
| Total carrera      | Total carrera | Total carrera | 34    | 1     | 5                | 0                | 0                     | 0                     | 39    | 1     |